# Région de l'Est (Macédoine du Nord)
Pour les articles homonymes, voir Région de l'Est.
La région de l'Est (en macédonien : Источен Регион, Istočen Region) est une des huit régions de la Macédoine du Nord. Elle est située dans le centre-est du pays et est frontalière de la Bulgarie.

## Géographie

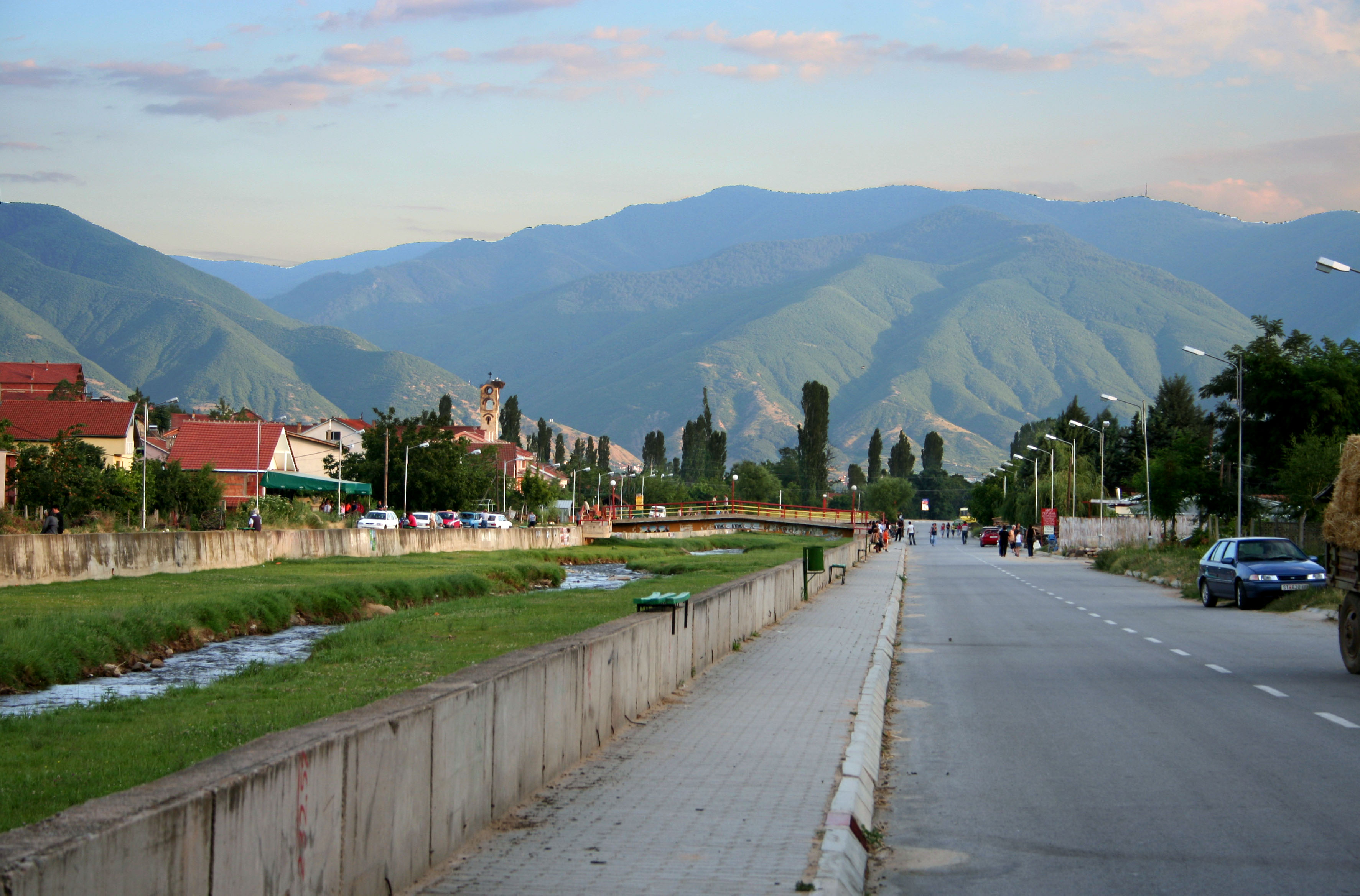
Le massif de l'Osogovo vu depuis Kočani.

La région correspond approximativement au bassin de la Bregalnica, l'une des plus longues rivières macédonienne et affluent du Vardar. La région est délimitée par plusieurs massifs montagneux, comme la montagne de Maléchévo à l'est, qui forme la frontière avec la Bulgarie, ainsi que la Plačkovica au sud et l'Osogovo au nord. À l'ouest, la région est ouverte sur la vallée du Vardar, le long de laquelle se trouvent les principaux axes routiers et ferroviaires du pays, l'autoroute A1 et la ligne de Tabanovce à Gevgelija. La région de l'Est possède par ailleurs sa propre ligne de chemin de fer, la ligne de Veles à Kočani, qui dessert notamment Štip, la plus grande ville de la région. Cette ligne remonte la Bregalnica, tout comme la M5, la principale route, qui traverse la frontière bulgare à Delčevo.
En dehors des massifs montagneux qui délimitent la région, celle-ci est caractérisée par un ensemble de plaines et de vallées, notamment l'Ovče Pole, une étendue sèche ponctuée de collines, et la vallée de Kočani, humide et couverte de rizières. La Bregalnica possède plusieurs affluents qui coulent dans de petites vallées, comme la Zletovska, la Svetinikolska et la Kočanska. Plusieurs de ces cours d'eau sont retenus par des barrages qui ont formé des lacs comme celui de Berovo ou de Kalimanci. La région se caractérise aussi par des sources géothermales, exploitées dans les environs de Štip et Vinica.
La forêt couvre 38 % de la région, principalement dans les montagnes, tandis que les pâturages représentent 53 % de la superficie, le reste étant des terres cultivées, principalement des rizières.
Le sous-sol est riche, puisqu'il contient d'importants gisements de plomb et de zinc, notamment à Makedonska Kamenica, ainsi que de l'argile à Berovo et Delčevo. Cette dernière commune possède aussi un important gisement de charbon.

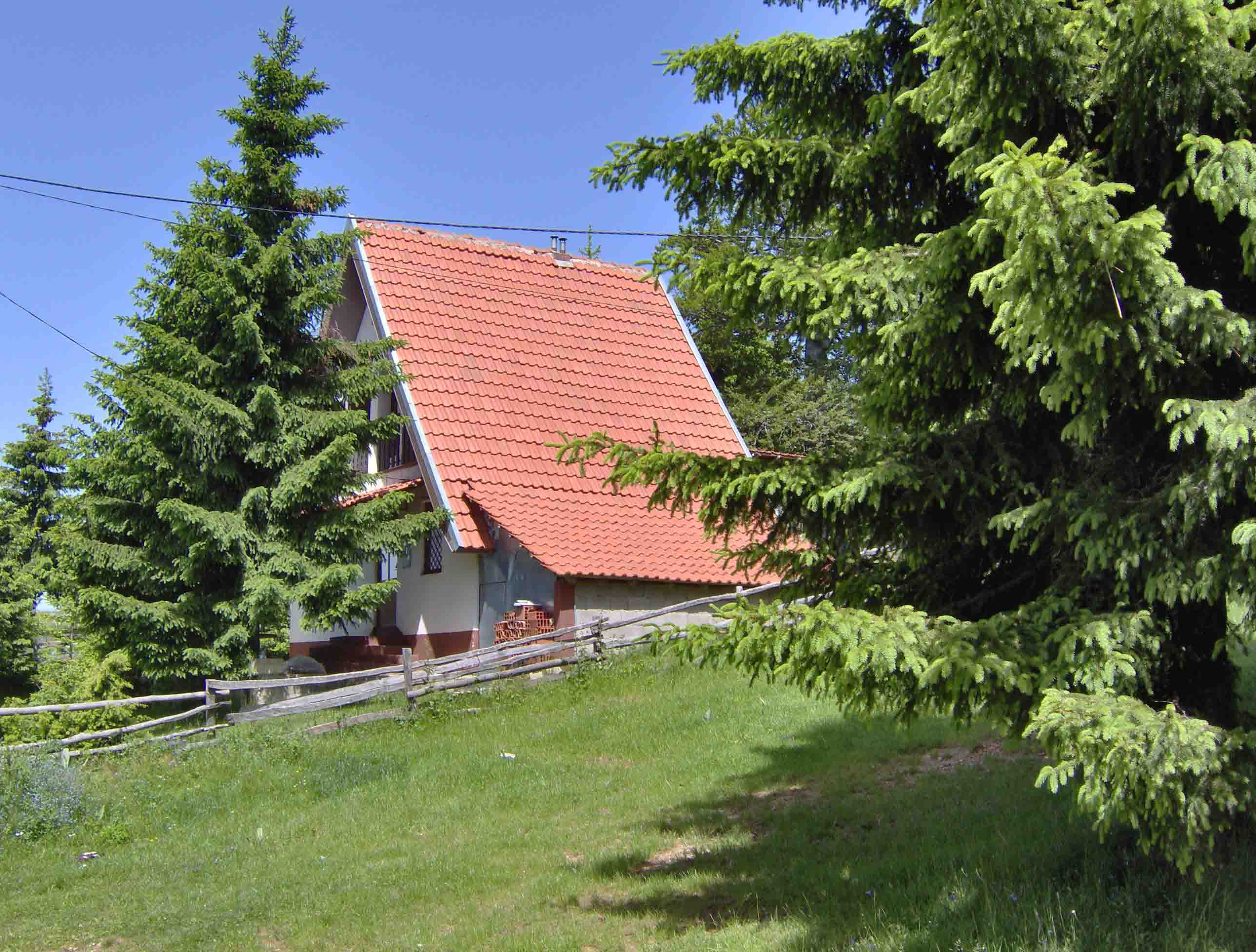
Maison de vacances dans l'Osogovo.
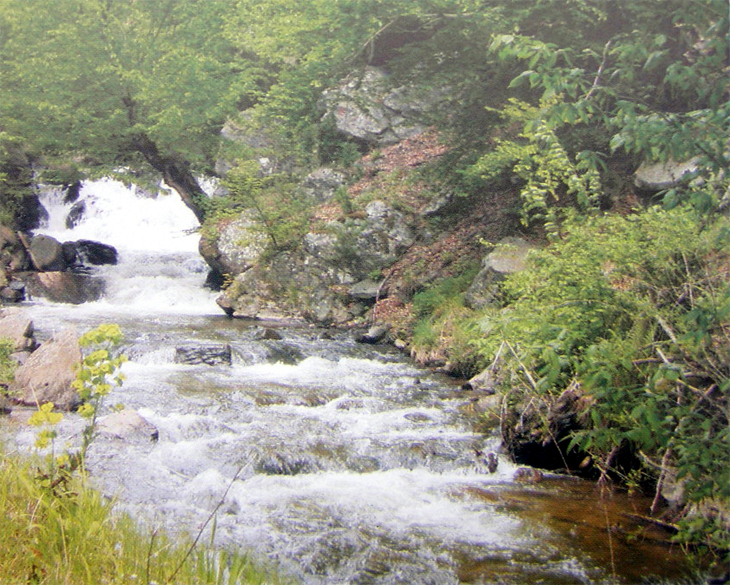
La Zletovska.
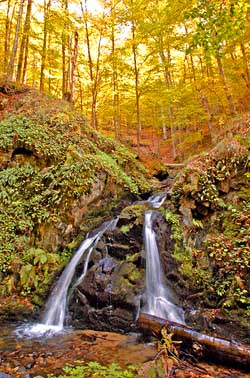
Cascades de Pehčevo.
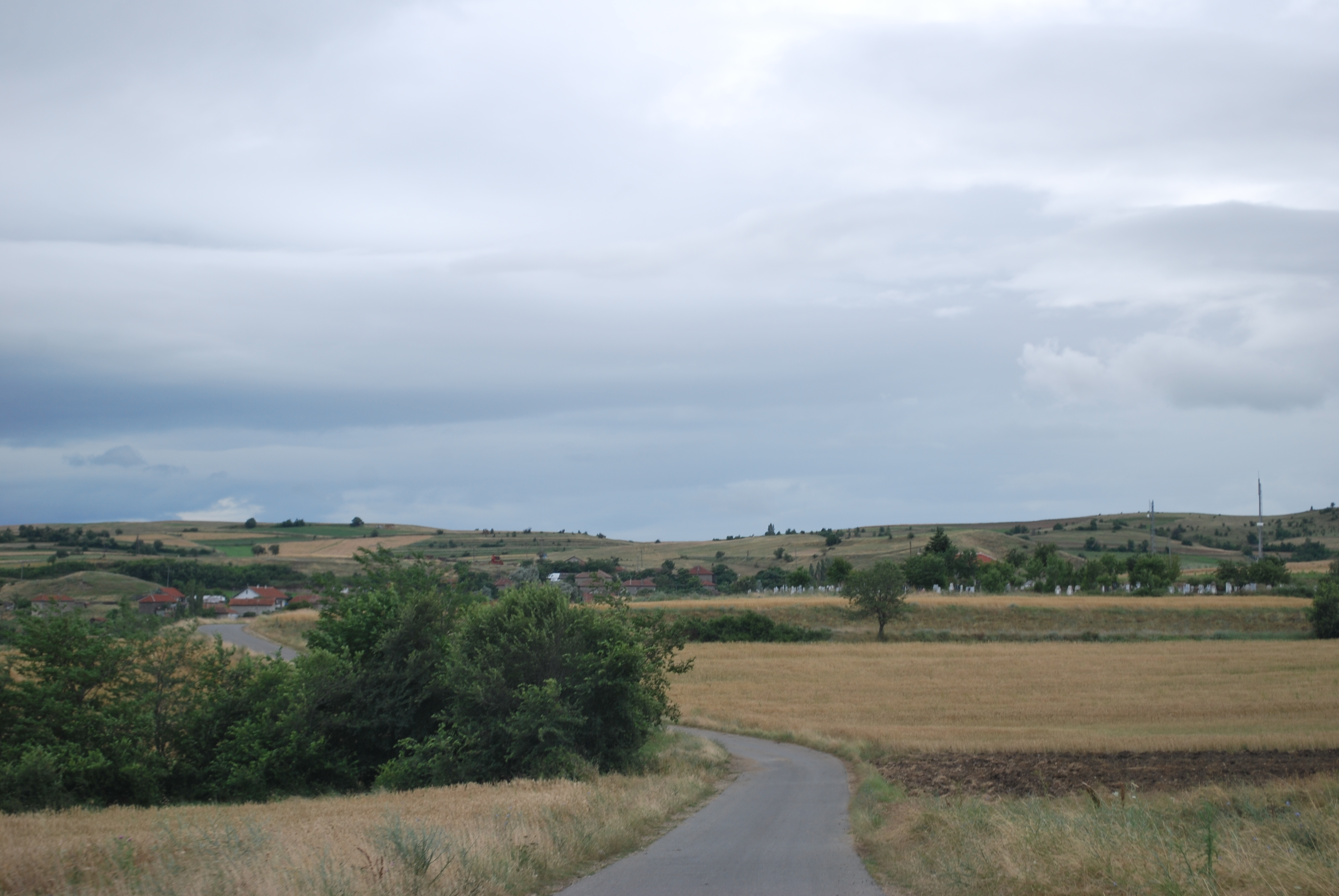
L'Ovče Pole.
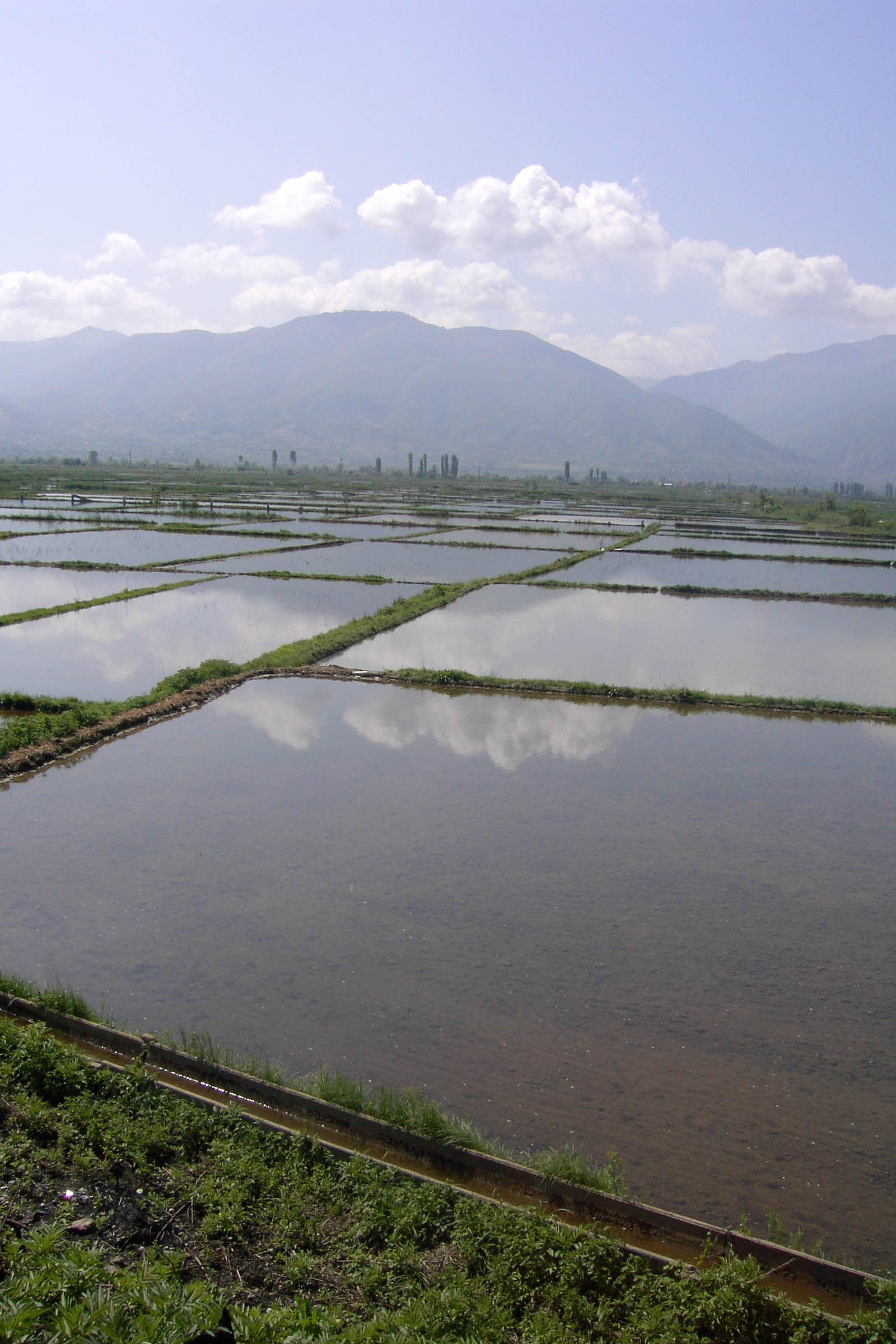
Rizière près de Kočani.

## Histoire

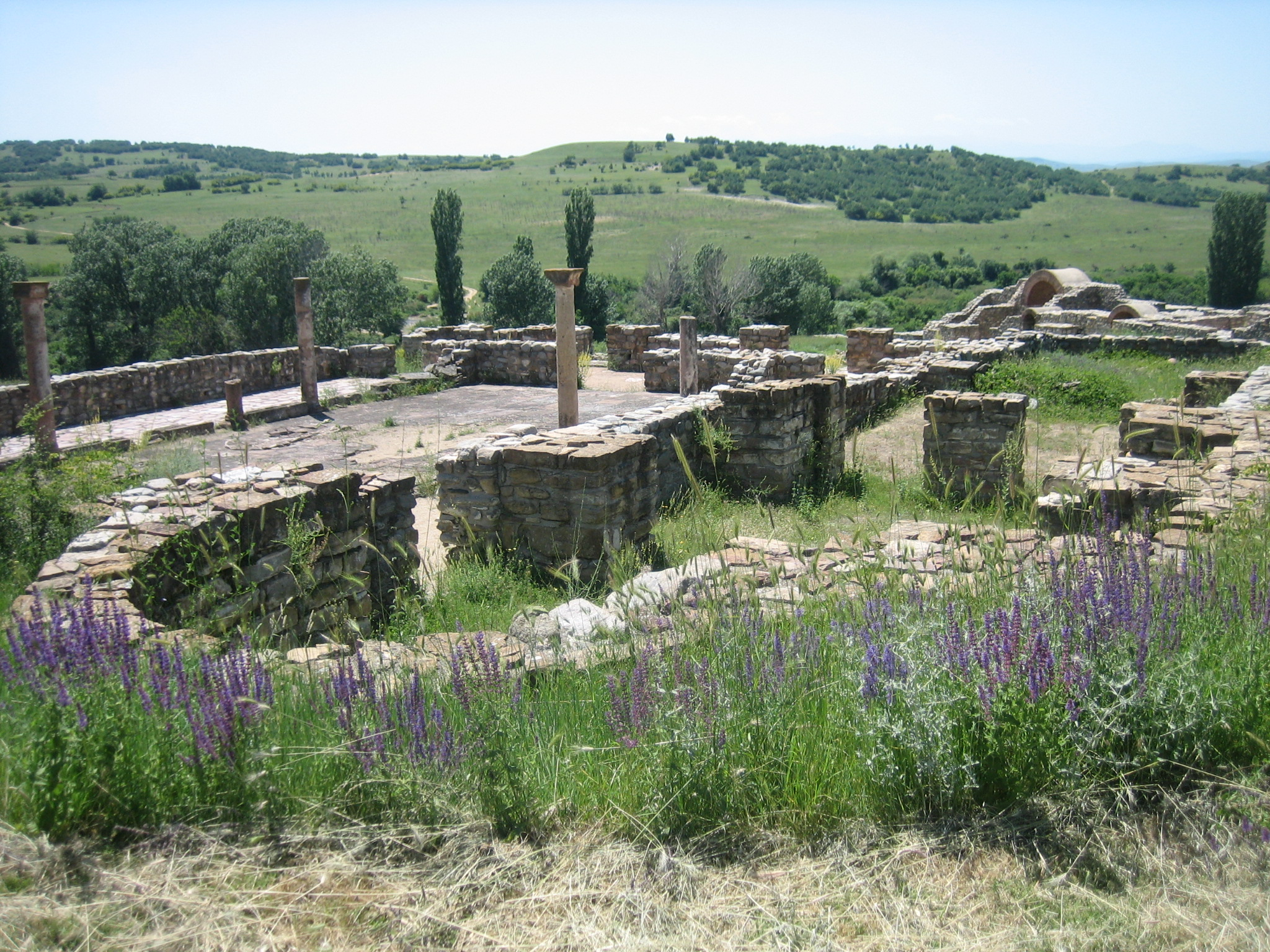
Ruines de Bargala, ville de l'Antiquité tardive.

La région est occupée à partir du Néolithique, comme en témoignent des tumuli sur le territoire de Makedonska Kamenica. À l'Âge du fer, elle est peuplée par des Péoniens, des Mèdes et des Thraces et des villes, comme Astibo (Štip) apparaissent au IIIe siècle av. J.-C.
Les Romains puis les Byzantins développent ces villes et en fondent d'autres, comme Bargala, puis l'arrivée des Slaves au VIIe siècle modifie profondément la région. Ceux-ci forment des États indépendants de Byzance, notamment l'Empire bulgare et le Royaume serbe. D'abord sous contrôle bulgare, les villes sont peu à peu conquises par les Serbes aux XIIIe et XIVe siècles.
Enfin, ce sont les Ottomans qui envahissent la région autour de 1389. Ceux-ci reconstruisent les villes et en font des centres de commerce avec des mosquées et des caravansérails, comme Štip. La Macédoine du Vardar est annexée par la Serbie en 1912 et beaucoup de Turcs de la région s'exilent en Turquie, ainsi, alors que Štip comptait 20 900 habitants avant 1912, mais  ce chiffre tombe à 11 200 après l'annexion serbe.
La région connaît un certain développement après l'ouverture de la ligne de Veles à Kočani en 1926, puis après l'instauration du système socialiste en 1945 qui contribue à l'installation d'usines, par exemple à Probištip et Pehčevo.

## Communes
La région de l'Est regroupe onze communes :
- Berovo
- Češinovo-Obleševo
- Delčevo
- Karbinci
- Kočani
- Makedonska Kamenica
- Pehčevo
- Probištip
- Štip
- Vinica
- Zrnovci

## Démographie

### Population
Selon le recensement de 2021, la région compte 150 234 habitants. Sa croissance démographique est négative, et sa population est relativement âgée. La région se caractérise aussi par le dépeuplement des villages et 66 % de la population vit en milieu urbain. Les principales villes sont Štip (42 000 habitants en 2021) et Kočani (24 632 habitants).
| 1994    | 2002    | 2021    |
| ------- | ------- | ------- |
| 180 039 | 181 858 | 150 234 |

## Économie
La région est essentiellement agricole et produit 40 % du porc et 95 % du riz macédoniens. C'est également la première région productrice de pommes de terre et elle est aussi spécialisée dans la culture du tabac, du blé, de l'orge et du maïs. L'industrie est favorisée par l'extraction minière (un million de tonnes de métaux et 100 000 tonnes de charbon produites par an).

## Culture
La région de l'Est possède quelques institutions comme le musée de Štip, divers musées locaux comme ceux Berovo et Vinica et plusieurs maisons de la culture réparties dans les différentes villes et qui s'occupent de l'organisation de festivals, de représentations théâtrales et d'expositions. La région compte plusieurs sites archéologiques importants, comme la ville antique de Bargala, la forteresse d'Isar et celle de Vinica. La région possède aussi quelques églises médiévales, comme celle de Gorni Kozjak et celle de l'Archange Saint-Michel, tandis que le monastère de Lesnovo est l'un des plus connus de la Macédoine du Nord. L'architecture ottomane est surtout visible à Štip, où se trouvent un bezisten, une tour de l'horloge et une mosquée.

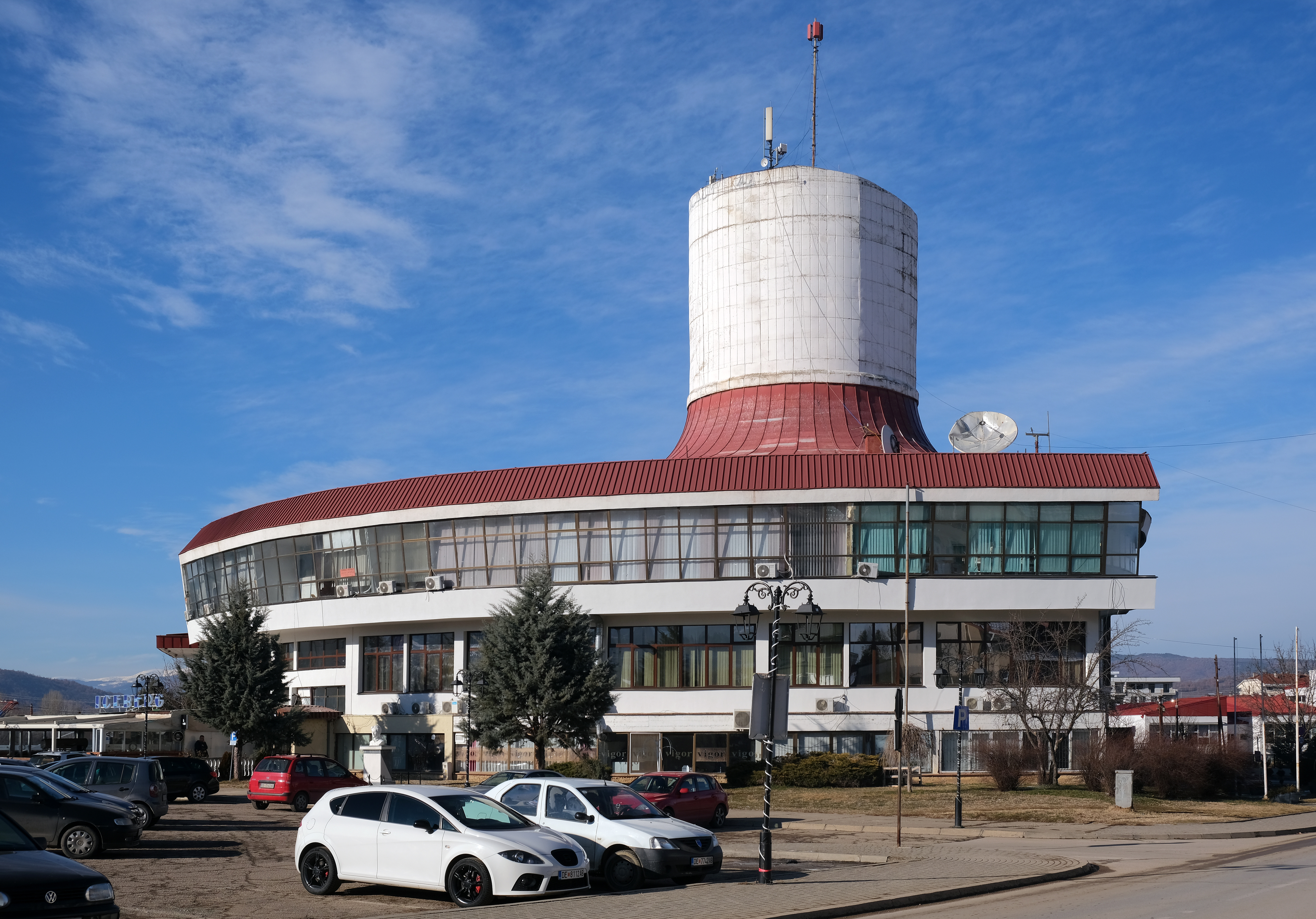
La maison de la culture de Delčevo.
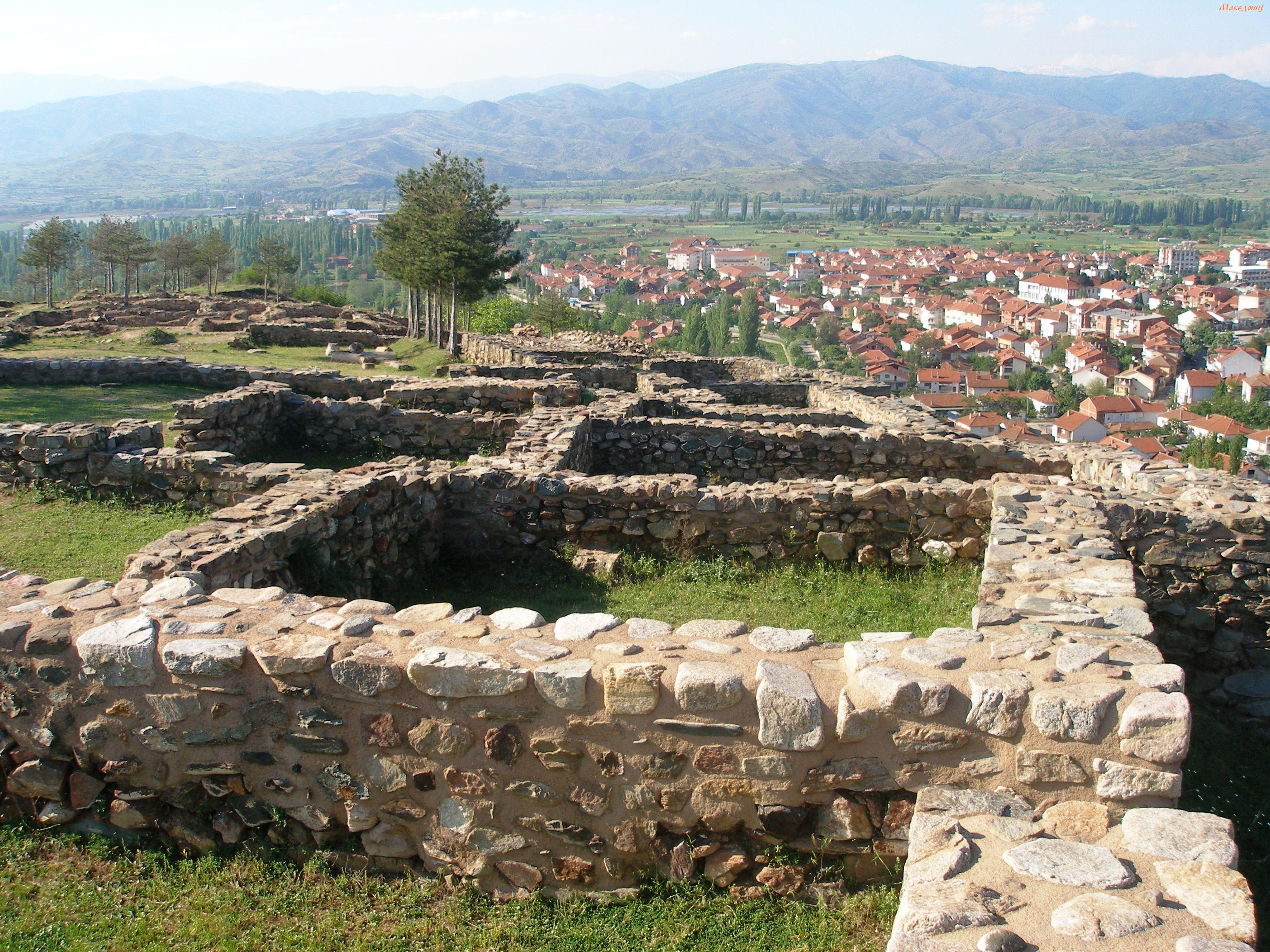
La forteresse de Vinica.
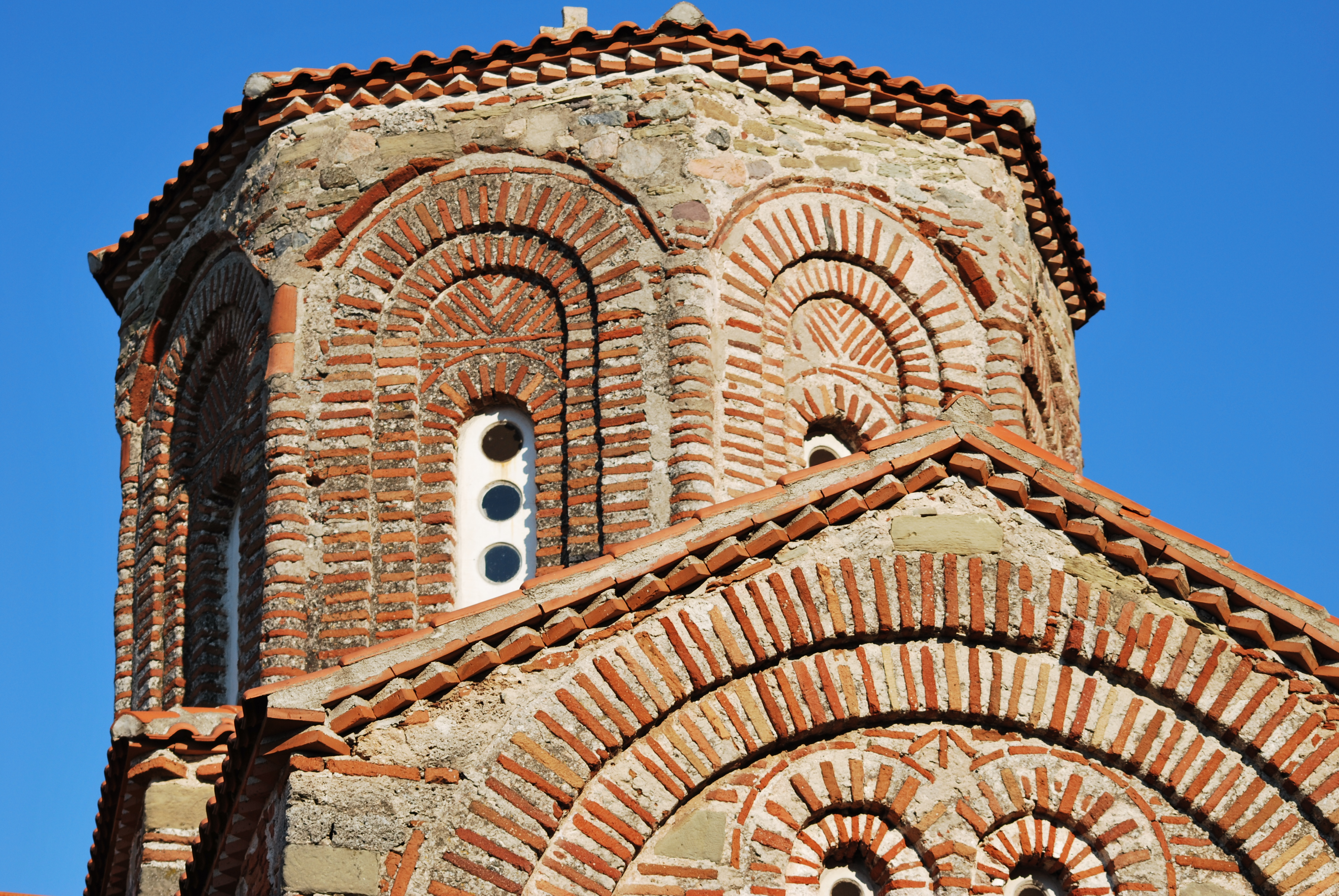
L'église de l'Archange Saint-Michel.
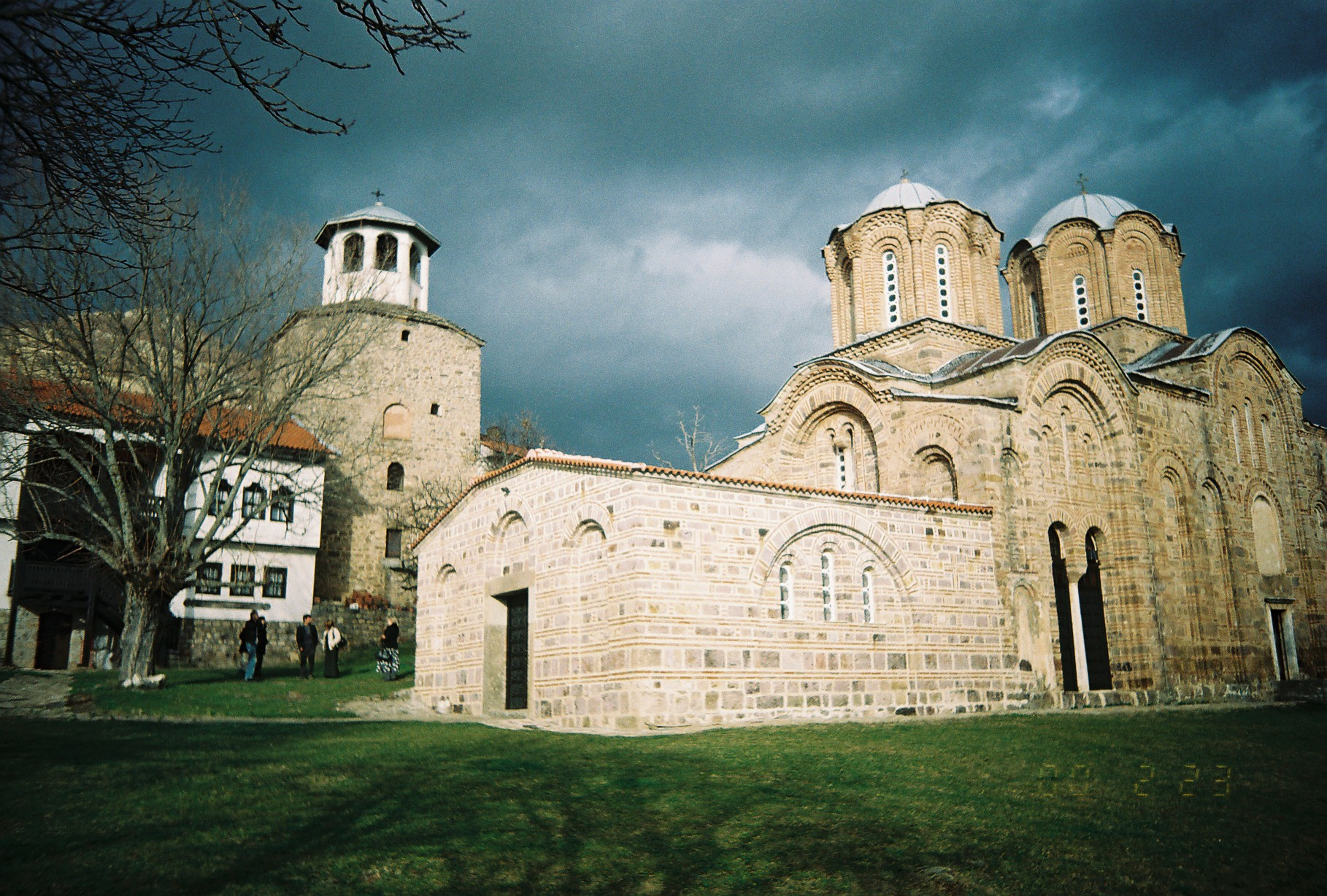
Le monastère de Lesnovo.
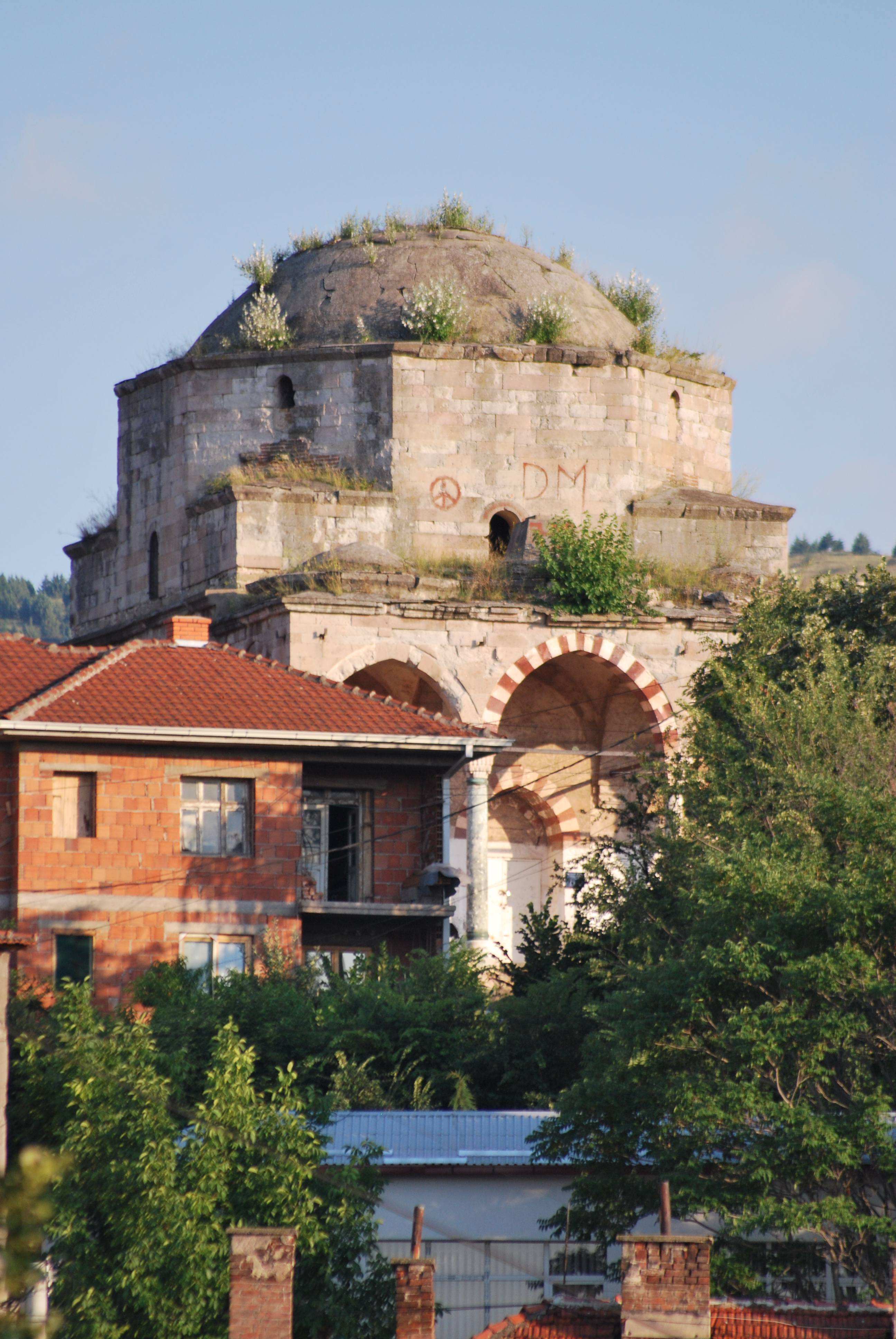
La mosquée Husameddin Pacha à Štip.